# خطاکار
خطاکار (انگلیسی: The Blunderer) رمانی مهیج از پاتریشا های‌اسمیت است.